# Leichtathletik-Weltmeisterschaften 1987/800 m der Männer

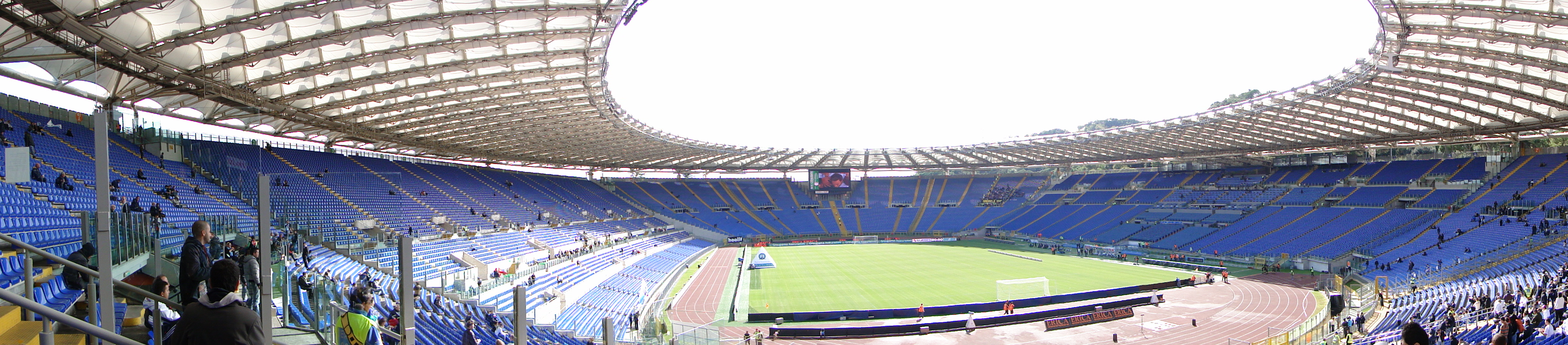
Das Olympiastadion in Rom

Der 800-Meter-Lauf der Männer bei den Leichtathletik-Weltmeisterschaften 1987 wurde vom 29. August bis 1. September 1987 im Olympiastadion der italienischen Hauptstadt Rom ausgetragen.
Weltmeister wurde der Kenianer Billy Konchellah. Er gewann vor dem Briten Peter Elliott. Bronze ging an den Brasilianer José Luíz Barbosa.

## Rekorde

### Bestehende Rekorde
| Weltrekord               | 1:41,73 min | Sebastian Coe | Florenz, Italien              | 10. Juni 1981  |
| Weltmeisterschaftsrekord | 1:43,65 min | Willi Wülbeck | WM 1983 in Helsinki, Finnland | 9. August 1983 |

### Rekordverbesserung
Weltmeister Billy Konchellah aus Kenia verbesserte den bestehenden WM-Rekord im Finale am 1. September um 59 Hundertstelsekunden auf 1:43,06 min.

## Vorrunde
29. August 1987
Die Vorrunde wurde in sechs Läufen durchgeführt. Die ersten vier Athleten pro Lauf – hellblau unterlegt – sowie die eigentlich darüber hinaus acht zeitschnellsten Läufer qualifizierten sich für das Viertelfinale. Es gab allerdings zwei zeitgleiche Athleten, die acht Ränge hinter den über ihre Platzierung qualifizierten Sportlern lagen. Beide wurden für die nächste Runde zugelassen. So erreichten neun Läufer das Viertelfinale über ihre Zeit – hellgrün unterlegt.

### Vorlauf 1

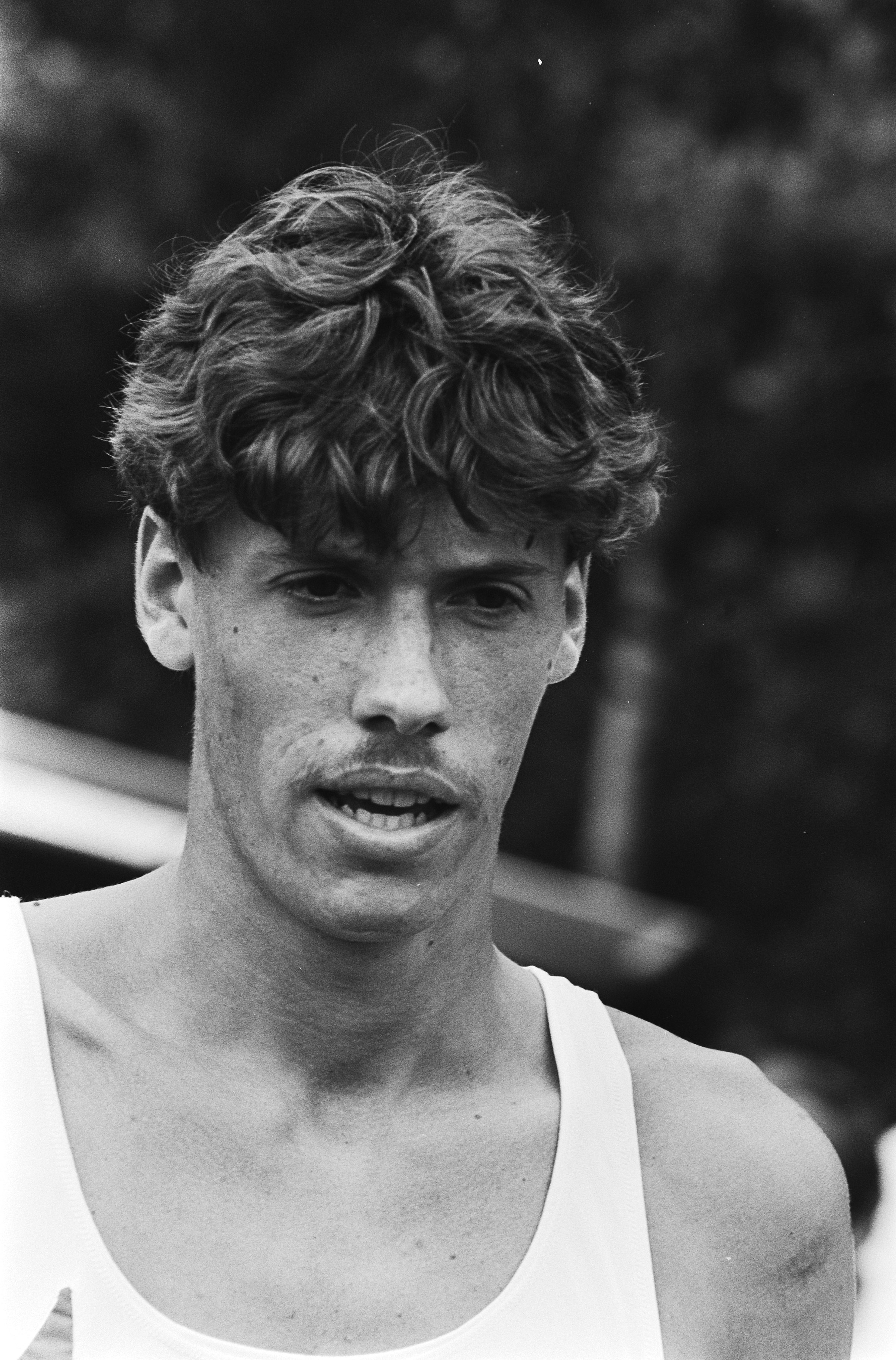
Rob Druppers, 1983 Vizeweltmeister, kam hier nicht über die Vorrunde hinaus

| Platz | Name              | Nation      | Zeit (min) |
| ----- | ----------------- | ----------- | ---------- |
| 1     | Faouzi Lahbi      | Marokko     | 1:46,07    |
| 2     | Dieudonné Kwizéra | Burundi     | 1:46,27    |
| 3     | Andrei Sudnik     | Sowjetunion | 1:46,29    |
| 4     | José Luíz Barbosa | Brasilien   | 1:46,31    |
| 5     | Ibrahim Okash     | Somalia     | 1:46,61    |
| 6     | Chern Srichudano  | Thailand    | 1:50,37    |
| 7     | Rob Druppers      | Niederlande | 1:50,58    |
| 8     | Semi Vuetibau     | Fidschi     | 1:50,58    |

### Vorlauf 2
| Platz | Name              | Nation         | Zeit (min) |
| ----- | ----------------- | -------------- | ---------- |
| 1     | Johnny Gray       | USA            | 1:46,53    |
| 2     | Peter Elliott     | Großbritannien | 1:46,63    |
| 3     | Stephen Ole Marai | Kenia          | 1:46,91    |
| 4     | Robin Van Helden  | Niederlande    | 1:46,98    |
| 5     | Luc Bernaert      | Belgien        | 1:47,48    |
| 6     | Pablo Squella     | Chile          | 1:47,48    |
| 7     | Manlio Molinari   | San Marino     | 1:53,41    |

### Vorlauf 3
| Platz | Name              | Nation      | Zeit (min) |
| ----- | ----------------- | ----------- | ---------- |
| 1     | Billy Konchellah  | Kenia       | 1:47,98    |
| 2     | Moussa Fall       | Senegal     | 1:48,01    |
| 3     | Ryszard Ostrowski | Polen       | 1:48,07    |
| 4     | Alvaro Silva      | Portugal    | 1:48,19    |
| 5     | Gert Kilbert      | Schweiz     | 1:48,48    |
| 6     | Luis Migueles     | Argentinien | 1:49,52    |
| DNS   | Agberto Guimarães | Brasilien   |            |
| DNS   | Hossain Milzer    | Bangladesch |            |

### Vorlauf 4
| Platz | Name              | Nation         | Zeit (min) |
| ----- | ----------------- | -------------- | ---------- |
| 1     | Philippe Collard  | Frankreich     | 1:47,44    |
| 2     | Stanley Redwine   | USA            | 1:47,64    |
| 3     | Tom McKean        | Großbritannien | 1:47,71    |
| 4     | Ari Suhonen       | Finnland       | 1:47,81    |
| 5     | Luis Karin Toledo | Mexiko         | 1:48,05    |
| 6     | Ismael Youssef    | Katar          | 1:48,73    |
| 7     | John Chappory     | Gibraltar      | 1:54,32    |

### Vorlauf 5
| Platz | Name                | Nation         | Zeit (min) |
| ----- | ------------------- | -------------- | ---------- |
| 1     | Peter Braun         | BR Deutschland | 1:47,96    |
| 2     | Tony Morrell        | Großbritannien | 1:48,18    |
| 3     | Martin Enholm       | Schweden       | 1:48,63    |
| 4     | David Mack          | USA            | 1:49,47    |
| 5     | Augustin Ntamihanga | Ruanda         | 1:50,69    |
| 6     | Simon Hoogewerf     | Kanada         | 1:51,13    |
| DNS   | Joaquim Cruz        | Brasilien      |            |

### Vorlauf 6
| Platz | Name              | Nation      | Zeit (min) |
| ----- | ----------------- | ----------- | ---------- |
| 1     | Slobodan Popović  | Jugoslawien | 1:47,42    |
| 2     | Babacar Niang     | Senegal     | 1:47,46    |
| 3     | Edwin Koech       | Kenia       | 1:47,56    |
| 4     | William Wuyke     | Venezuela   | 1:47,49    |
| 5     | Wladimir Graudyn  | Sowjetunion | 1:47,75    |
| 6     | Getahun Ayana     | Äthiopien   | 1:49,22    |
| 7     | Reda Abdenouz     | Algerien    | 1:49,22    |
| DNS   | Syed Meesaq Rizvi | Pakistan    |            |

## Viertelfinale
30. August 1987
In den vier Viertelfinalläufen qualifizierten sich die jeweils ersten drei Athleten – hellblau unterlegt – sowie die darüber hinaus vier zeitschnellsten Läufer – hellgrün unterlegt – für das Halbfinale. Die deutlich schnellsten Zeiten wurden im zweiten Rennen erzielt, sodass alle über ihre Zeit qualifizierten Sportler aus diesem Lauf kamen. Die in einem der Viertelfinalläufe wegen der Zulassung von 33 Läufern für diese Runde eigentlich notwendige und vorhandene neunte Bahn wurde nicht benötigt, weil drei der teilnahmeberechtigten Athleten auf ihren Start verzichteten.

### Viertelfinallauf 1
| Platz | Name              | Nation      | Zeit (min) |
| ----- | ----------------- | ----------- | ---------- |
| 1     | Stephen Ole Marai | Kenia       | 1:45,97    |
| 2     | Ryszard Ostrowski | Polen       | 1:46,04    |
| 3     | Faouzi Lahbi      | Marokko     | 1:46,12    |
| 4     | Stanley Redwine   | USA         | 1:46,25    |
| 5     | William Wuyke     | Venezuela   | 1:46,38    |
| 6     | Robin Van Helden  | Niederlande | 1:46,69    |
| 7     | Luis Karin Toledo | Mexiko      | 1:46,88    |
| 8     | Reda Abdenouz     | Algerien    | 1:48,96    |
| DNS   | Getahun Ayana     | Äthiopien   |            |

### Viertelfinallauf 2
| Platz | Name              | Nation         | Zeit (min) |
| ----- | ----------------- | -------------- | ---------- |
| 1     | Moussa Fall       | Senegal        | 1:44,74    |
| 2     | Peter Elliott     | Großbritannien | 1:44,98    |
| 3     | Dieudonné Kwizéra | Burundi        | 1:45,06    |
| 4     | Slobodan Popović  | Jugoslawien    | 1:45,15    |
| 5     | Wladimir Graudyn  | Sowjetunion    | 1:45,19    |
| 6     | Alvaro Silva      | Portugal       | 1:45,63    |
| 7     | David Mack        | USA            | 1:45,68    |
| 8     | Edwin Koech       | Kenia          | 1:46,36    |

### Viertelfinallauf 3
| Platz | Name             | Nation         | Zeit (min) |
| ----- | ---------------- | -------------- | ---------- |
| 1     | Billy Konchellah | Kenia          | 1:45,53    |
| 2     | Philippe Collard | Frankreich     | 1:45,89    |
| 3     | Tom McKean       | Großbritannien | 1:46,11    |
| 4     | Andrei Sudnik    | Sowjetunion    | 1:46,48    |
| 5     | Ibrahim Okash    | Somalia        | 1:47,00    |
| 6     | Ismael Youssef   | Katar          | 1:47,26    |
| DNS   | Gert Kilbert     | Schweiz        |            |
| DNS   | Pablo Squella    | Chile          |            |

### Viertelfinallauf 4
| Platz | Name              | Nation         | Zeit (min) |
| ----- | ----------------- | -------------- | ---------- |
| 1     | Babacar Niang     | Senegal        | 1:45,81    |
| 2     | José Luíz Barbosa | Brasilien      | 1:46,07    |
| 3     | Ari Suhonen       | Finnland       | 1:46,18    |
| 4     | Tony Morrell      | Großbritannien | 1:46,25    |
| 5     | Peter Braun       | BR Deutschland | 1:46,53    |
| 6     | Luc Bernaert      | Belgien        | 1:49,06    |
| 7     | Martin Enholm     | Schweden       | 1:49,17    |
| 8     | Johnny Gray       | USA            | 1:49,50    |

## Halbfinale
31. August 1987
In den beiden Halbfinalläufen qualifizierten sich die jeweils ersten drei Athleten – hellblau unterlegt – sowie die darüber hinaus zwei zeitschnellsten Läufer – hellgrün unterlegt – für das Finale.

### Halbfinallauf 1
| Platz | Name              | Nation         | Zeit (min) |
| ----- | ----------------- | -------------- | ---------- |
| 1     | Tom McKean        | Großbritannien | 1:44,86    |
| 2     | José Luíz Barbosa | Brasilien      | 1:45,03    |
| 3     | Stephen Ole Marai | Kenia          | 1:45,09    |
| 4     | Faouzi Lahbi      | Marokko        | 1:45,19    |
| 5     | Slobodan Popović  | Jugoslawien    | 1:45,33    |
| 6     | Wladimir Graudyn  | Sowjetunion    | 1:45,36    |
| 7     | Moussa Fall       | Senegal        | 1:47,55    |
| 8     | Philippe Collard  | Frankreich     | 1:48,24    |

### Halbfinallauf 2
| Platz | Name              | Nation         | Zeit (min) |
| ----- | ----------------- | -------------- | ---------- |
| 1     | Billy Konchellah  | Kenia          | 1:46,11    |
| 2     | Ryszard Ostrowski | Polen          | 1:46,22    |
| 3     | Peter Elliott     | Großbritannien | 1:46,23    |
| 4     | Babacar Niang     | Senegal        | 1:46,23    |
| 5     | Dieudonné Kwizéra | Burundi        | 1:46,26    |
| 6     | David Mack        | USA            | 1:48,49    |
| 7     | Ari Suhonen       | Finnland       | 1:48,85    |
| 8     | Alvaro Silva      | Portugal       | 1:49,41    |

## Finale

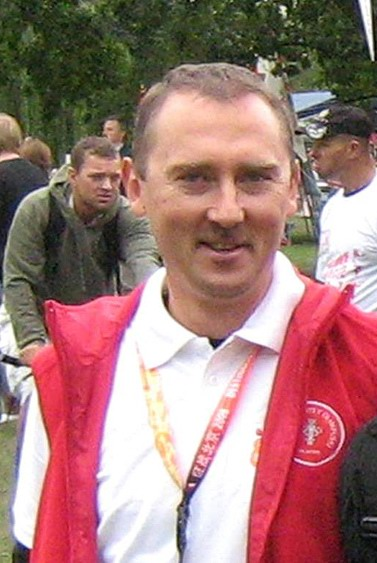
Ryszard Ostrowski (hier im Jahr 2007) gelang mit Rang vier der größte Erfolg seiner Laufbahn

1. September 1987
| Platz | Name              | Nation         | Zeit (min) |
| ----- | ----------------- | -------------- | ---------- |
| 1     | Billy Konchellah  | Kenia          | 1:43,06 CR |
| 2     | Peter Elliott     | Großbritannien | 1:43,41    |
| 3     | José Luíz Barbosa | Brasilien      | 1:43,46    |
| 4     | Ryszard Ostrowski | Polen          | 1:44,59    |
| 5     | Faouzi Lahbi      | Marokko        | 1:44,83    |
| 6     | Stephen Ole Marai | Kenia          | 1:44,84    |
| 7     | Slobodan Popović  | Jugoslawien    | 1:45,07    |
| 8     | Tom McKean        | Großbritannien | 1:49,21    |

## Video
- 800m Final 1987 World Championships,Rome(Konchellah/Elliott/Barbosa) auf youtube.com, abgerufen am 21. März 2020